# Підвітряні ліси Каскадних гір
Підвітряні ліси Каскадних гір (ідентифікатор WWF: NA0507) — неарктичний екорегіон хвойних лісів помірної зони, розташований на заході Канади та на північному заході США.

## Географія
Екорегіон підвітряних лісів Каскадних гір простягається вузькою смугою з півночі на південь уздовж східного, підвітряного боку хребтів Чілкотін та Тихоокеанських хребтів Прибережних гір, а також Північних Каскадних гір, через територію Британської Колумбії в Канаді та штату Вашингтон в США. 
Регіон включає різноманітні ландшафти: гірські ліси, альпійські луки та суворі, засніжені гірські вершини. Висота гірських вершин Чілкотіну на півночі перевищує 2700 м над рівнем моря, висота Тихоокеанських хребтів — 4000 м над рівнем моря, а Каскадних гір на півдні — 3200 м над рівнем моря. Високогір'я регіону оточені великими льодовиковими полями.
На західних схилах Прибережних та Каскадних гір екорегіон переходить у прибережні ліси материкової Британської Колумбії, на північному сході — у хвойні ліси Фрейзерського плато та басейну, на південному сході — у сухі ліси Оканагану, у палуські прерії та у чагарниковий степ Снейку та Колумбії, а на півдні — у ліси Центральних та Південних Каскадних гір та у ліси сходу Каскадних гір.

## Клімат
В горах регіону переважає субарктичний клімат (Dfc або Dsc за класифікацією кліматів Кеппена), а у високогір'ях — тундровий клімат (ET за класифікацією Кеппена). У долинах в південній частині регіону середньорічна температура становить 6 °C, середня літня температура — 15 °C, а середня зимова температура — приблизно -3,5 °C. На півночі екорегіону температури приблизно на 2-3 °C нижчі. Середньорічна кількість опадів коливається від 300 мм на півдні до 500 мм на півночі.

## Флора
У високогір'ях екорегіону поширені альпійські луки та субальпійські ліси, основу яких складають ялини Енгельмана (Picea engelmannii), субальпійські ялиці (Abies lasiocarpa) та скручені сосни (Pinus contorta). На гірських схилах поширені хвойні ліси, у яких домінують скручені сосни (Pinus contorta), американські осики (Populus tremuloides), сизі ялини (Picea glauca) та тисолисті дуґласії (Pseudotsuga menziesii var. glauca). На найнижчих висотах екорегіону поширені луки колосистого житняка (Pseudoroegneria spicata) та тризубчастого полину (Artemisia tridentata), по яким розкидані жовті сосни (Pinus ponderosa).

## Фауна
Серед ссавців, поширених в горах регіону, слід відзначити товсторога (Ovis canadensis), снігову козу (Oreamnos americanus), чорнохвостого оленя (Odocoileus hemionus), гризлі (Ursus arctos horribilis), барибала (Ursus americanus), вовка (Canis lupus), койота (Canis latrans) та північноамериканську пуму (Puma concolor couguar), а також багатьох дрібних тварин, зокрема північну літягу (Glaucomys sabrinus), американську пискуху (Ochotona princeps) та сивого бабака (Marmota caligata). Серед поширених в екорегіоні птахів слід відзначити білохвосту куріпку (Lagopus leucura), американського орябка (Bonasa umbellus), жовтобрового тетерука (Dendragapus obscurus), білоголового орлана (Haliaeetus leucocephalus), бородату сову (Strix nebulosa), плямисту сову (Strix occidentalis), чорноголову сизойку (Cyanocitta stelleri), канадського повзика (Sitta canadensis), кордильєрського волоочка (Troglodytes pacificus), ялинового піві-малюка (Empidonax hammondii), західного піві-малюка (Empidonax difficilis), західного пісняра-лісовика (Setophaga townsendi) та ялинового шишкаря (Loxia curvirostra). У річці Фрейзер водиться багато тихоокеанських лососів (Oncorhynchus), а сама річка слугує бар'єром для переміщення тварин в межах регіону.

## Збереження
Близько 17,5 % площі екорегіону є заповідними територіями. Природоохоронні території включають: Заповідну зону Ялинового озера, Парк спадщини нлака'памуксів долини Стейн, Провінційний парк Біг-Крік, Провінційний парк Меннінга, Провінційний парк Цайлос, Провінційний парк Катедрал, Провінційний парк долини Скагіт, Провінційний парк Марбл-Рейндж, Провінційний парк Едж-Гіллс та Зону відпочинку Каскадних гір в Канаді, а також Національний парк Північних Каскадних гір та Національний ліс Оканоган-Веначі в США.